# Mehdi Mahdawikia
Mehdi Mahdawikia, per. مهدی مهدویکیا (ur. 24 lipca 1977 w Teheranie) – irański piłkarz występujący na pozycji prawego pomocnika, reprezentant Iranu.

## Kariera klubowa
Mahdawikia rozpoczynał swoją piłkarską karierę w ojczyźnie, w klubie Bank Melli Teheran. W 1995 został zawodnikiem Perespolis, z którym dwukrotnie (w 1996 i 1997) wygrywał Azadegan League i wywalczył mistrzostwo Iranu.
W 1998 wyjechał do Europy, aby występować w niemieckim klubie VfL Bochum. W zespole z Bochum wystąpił w Bundeslidze 12 razy i zdobył 3 bramki. Po spadku drużyny do II ligi Mahdawikia przeszedł do Hamburger SV. Z drużyną z Hamburga występował w Pucharze UEFA oraz Lidze Mistrzów. W 2003 wywalczył z nim Puchar Ligi Niemieckiej. W latach 2003 i 2004 był wybierany przez kibiców zespołu z Hamburga najlepszym graczem swojego klubu. W 2004 był również najlepszym asystentem Bundesligi. W sezonie 2004/2005 Mehdi zanotował spadek formy i długo nie występował w podstawowym składzie, dopiero w kolejnym sezonie odzyskał swoje miejsce. W sezonie 2005/2006 zajął ze swoim zespołem 3. miejsce w lidze. W 2007 roku przeszedł do Eintrachtu Frankfurt i przez 3 sezony rozegrał w nim 32 mecze.
W 2010 roku Mahdawikia wrócił do Iranu i został piłkarzem klubu Steel Azin Teheran.

## Kariera reprezentacyjna
W reprezentacji Iranu Mahdawikia zadebiutował w 1996 roku w meczu przeciwko Irakowi. W 1998 wystąpił z drużyną narodową na Mistrzostwach Świata, które Iran zakończył na fazie grupowej. Mehdi zdobył bramkę w wygranym 2:1 meczu grupowym przeciwko Stanom Zjednoczonym. W 2003 został wybrany przez AFC najlepszym piłkarzem Azji. Na Pucharze Azji w 2004 w Chinach zaliczył najwięcej asyst, a jego drużyna zajęła 3. miejsce w turnieju. W 2005 Mahdawikia w dużym stopniu przyczynił się do awansu swojej reprezentacji na Mistrzostwa Świata 2006, szczególnie w trudnym meczu przeciwko Bahrajnowi, wygranym 1:0. W 2006 Mehdi zaliczył występy w fazie grupowej Mistrzostw Świata, jednak Irańczycy wrócili z turnieju bez zwycięstwa. Mahdawikia jest uważany przez wielu za najlepszego następcę Alego Daei na stanowisku kapitana reprezentacji Iranu, dla której Mehdi rozegrał już 104 meczów i zdobył 12 bramek. Został dożywotnio zdyskwalifikowany z gry w kadrze narodowej po tym, jak założył zieloną opaskę na meczu z Koreą Płd. w Seulu, wyrażając swoją solidarność z uczestnikami protestów politycznych w Iranie. Wraz z nim zostali zdyskwalifikowani także inni piłkarze reprezentacji Iranu (Hosejn Kabi, Ali Karimi oraz Wahid Haszemian).